# Neva Towers
Neva Towers è un complesso di due grattacieli situato nel Moscow International Business Center (MIBC) della capitale russa.
La Torre 1 è alta 302 metri e ha 69 piani mentre la Torre 2 è alta 345 metri e ha 79 piani. Il complesso è stato completato nel 2020.